# Ганс Кнаус
Ганс Кнаус  (нім. Hans Knauß; нар. 9 лютого 1971) — австрійський гірськолижник, олімпієць.

## Виступи на Олімпіадах
| Олімпіада           | Дисципліна              | Місце  |
| ------------------- | ----------------------- | ------ |
| Ліллехаммер 1994    | супергігантський слалом | 20     |
| Ліллехаммер 1994    | гірськолижна комбінація | участь |
| Нагано 1998         | супергігантський слалом | 2T     |
| Нагано 1998         | гігантський слалом      | 4      |
| Солт-Лейк-Сіті 2002 | гігантський слалом      | участь |